# الرقابة العسكرية

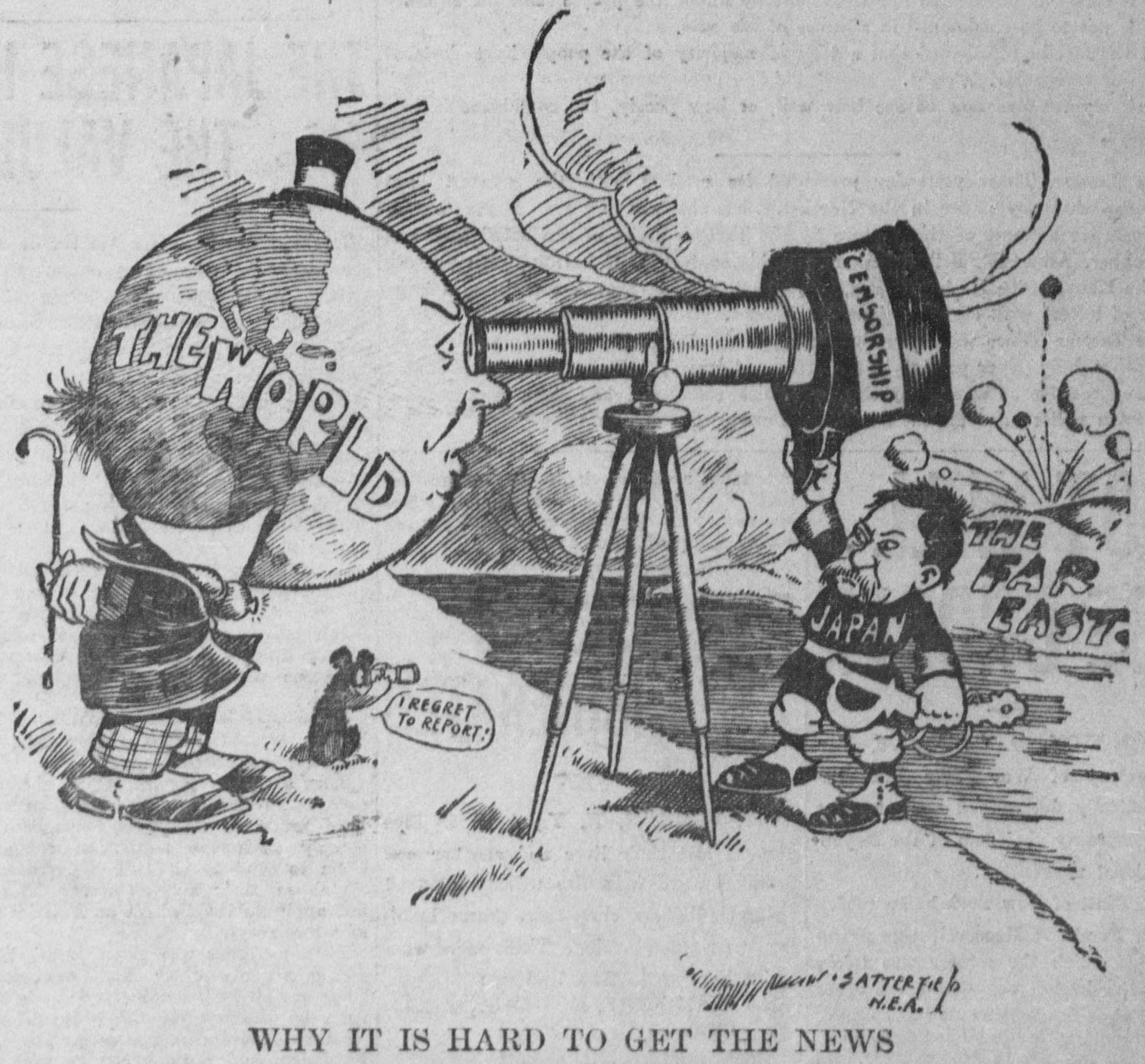
كاركاتير بواسطة ساترفيلد حول الرقابة العسكرية اليابانية خلال الحرب الروسية–اليابانية

الرقابة العسكرية هي نوع من أنواع الرقابة تُستخدم لحماية المعلومات الاستخباراتية والتكتيكات العسكرية من الوصول إلى العدو. وتُعد أداة فعّالة لمواجهة أنشطة التجسس. غالبًا ما تشتد الرقابة العسكرية خلال فترات الحروب.

## الولايات المتحدة
الرقابة العسكرية كانت موجودة في الولايات المتحدة منذ فترة الحرب الأهلية الأمريكية.
في القرن العشرين، عرّف الجيش الأمريكي الرقابة العسكرية على أنها "جميع أنواع الرقابة التي يُنفذها أفراد القوات المسلحة الأمريكية"، وميّز بينها وبين الرقابة العسكرية الخاصة بالقوات المسلحة، الرقابة المدنية، الرقابة على أسرى الحرب، والرقابة على الصحافة الميدانية.

## الرقباء العسكريون البارزون
- الرقيب العسكري الإسرائيلي